# Calvarieberg (Steggerda)
De calvarieberg in de Nederlandse plaats Steggerda is een rijksmonument.

## Achtergrond
In 1921 werd in Steggerda een nieuwe parochiekerk gebouwd. Op de begraafplaats achter deze Sint-Fredericuskerk werd in 1926 een calvarieberg opgeworpen. De beeldengroep werd gemaakt door beeldhouwer Heinrich Moors uit het Duitse Kevelaer.

## Beschrijving
De natuurstenen beeldengroep staat bovenaan een opgeworpen heuvel op een drieledig betonnen voetstuk, die is gemodelleerd als rotspartij. Op het verhoogde middendeel staat een crucifix met het lichaam van Christus, aan weerszijden staan beelden van Maria en de evangelist Johannes. 
In het perk voor de beeldengroep staat in witgeverfde stenen 

CHRISTUS
ONZE HOOP

## Waardering
De calvarieberg werd in 1998 ingeschreven in het monumentenregister, vanwege het "algemeen cultuurhistorisch belang: als oorspronkelijke en voor de begraafplaats bij de kerk vervaardigde beeldengroep, als exemplarisch voorbeeld van een dergelijke beeldengroep op een Friese Katholieke begraafplaats, vanwege de symbolische relatie met begraafplaats, vanwege de redelijke mate van zeldzaamheid van een Calvariegroep op regionaal niveau." De heuvel en het perk vallen buiten de bescherming.